# Eremitgröe
Eremitgröe (Eremopoa persica) är en gräsart som först beskrevs av Carl Bernhard von Trinius, och fick sitt nu gällande namn av Roman Julievich Roshevitz. Enligt Catalogue of Life ingår Eremitgröe i släktet eremitgröen och familjen gräs, men enligt Dyntaxa är tillhörigheten istället släktet eremitgröen och familjen gräs. Arten har ej påträffats i Sverige. Inga underarter finns listade i Catalogue of Life.